# Rhomboxiphus
Rhomboxiphus är ett släkte av blötdjur. Rhomboxiphus ingår i familjen Entalinidae.
Kladogram enligt Catalogue of Life:
| Rhomboxiphus | \| \| Rhomboxiphus colmani \| \| \| \| \| \| Rhomboxiphus tricarinatus \| \| \| \| |
|              | \| \| Rhomboxiphus colmani \| \| \| \| \| \| Rhomboxiphus tricarinatus \| \| \| \| |
|              | Bathoxiphus                                                                        |
|              |                                                                                    |
|              | Costentalina                                                                       |
|              |                                                                                    |
|              | Entalina                                                                           |
|              |                                                                                    |
|              | Entalinopsis                                                                       |
|              |                                                                                    |
|              | Heteroschismoides                                                                  |
|              |                                                                                    |
|              | Pertusiconcha                                                                      |
|              |                                                                                    |
|              | Solenoxiphus                                                                       |
|              |                                                                                    |
|              | Spadentalina                                                                       |
|              |                                                                                    |
|              | Rhomboxiphus colmani                                                               |
|              |                                                                                    |
|              | Rhomboxiphus tricarinatus                                                          |
|              |                                                                                    |

|  | Rhomboxiphus colmani      |
|  |                           |
|  | Rhomboxiphus tricarinatus |
|  |                           |